# Ješetice
Ješetice (en allemand : Welisch) est une commune du district de Benešov, dans la région de Bohême-Centrale, en République tchèque. Sa population s'élevait à 127 habitants en 2020.

## Géographie
Ješetice se trouve à 6 km à l'est de Sedlec-Prčice, à 24 km au sud-sud-ouest de Benešov et à 57 km au sud-sud-est de Prague.
La commune est limitée par Heřmaničky au nord, par Smilkov au nord et au nord-ouest, par Červený Újezd au sud-est et au sud, et par Sedlec-Prčice à l'ouest.

## Histoire
La première mention écrite de la localité date de 1358.

## Administration
La commune se compose de cinq quartiers :
- Ješetice
- Báňov
- Hlaváčkova Lhota
- Radíč
- Řikov